# Distrito Central (Krasnodar)
El distrito Central o distrito Tsentralni (del ruso: Центральный округ) es uno de los cuatro distritos (ókrug) en los que se divide la unidad municipal de la ciudad de Krasnodar del krai de Krasnodar, en Rusia. Tiene una superficie de 28.5 km² y 170.578 habitantes en 2014.
El distrito se halla en la zona meridional de la ciudad de Krasnodar, en su centro histórico. Limita con los distritos Západni, Prikubanski y Karasún y con el raión de Tajtamukái de la república de Adigueya a través del río Kubán y el puente Yablonovski.
Las principales calles del distrito son Krásnaya, Sévernaya, Stávropolskaya, Postovaya, Sedina y Krasnoarméiskaya.

## Historia
El ókrug fue formado por la unión de los distritos Oktiabrski y Pervomaiski el 1 de febrero de 1994 y fue establecido en su forma actual en 2004.

## Demografía
| Año  | Población |
| ---- | --------- |
| 2002 | 158 743   |
| 2010 | 159 164   |
| 2014 | 170 578   |

## Composición étnica
De los 159.743 habitantes con que contaba en 2002, el 88.8 % era de etnia rusa, el 4.1 % era de etnia armenia, el 1.9 % era de etnia ucraniana, el 1 % era de etnia adigué, el 0.3 % era de etnia bielorrusa, el 0.3 % era de etnia griega, el 0.3 % era de etnia georgiana, el 0.2 % era de etnia tártara, el 0.2 % era de etnia azerí, el 0.1 % era de etnia alemana, el 0.1 % era de etnia gitana y el 0.1 % era de etnia turca.

## División administrativa
Al distrito pertenecen los microdistritos Tsentralni, Cheriómushki, Pokrovka, Shkolni y otros.

## Deportes
En el distrito se hallan los estadios Kubán y Dinamo y el pabellón deportivo de la Universidad Estatal de Educación Física, Deporte y Turismo del Kubán.

## Lugares de interés

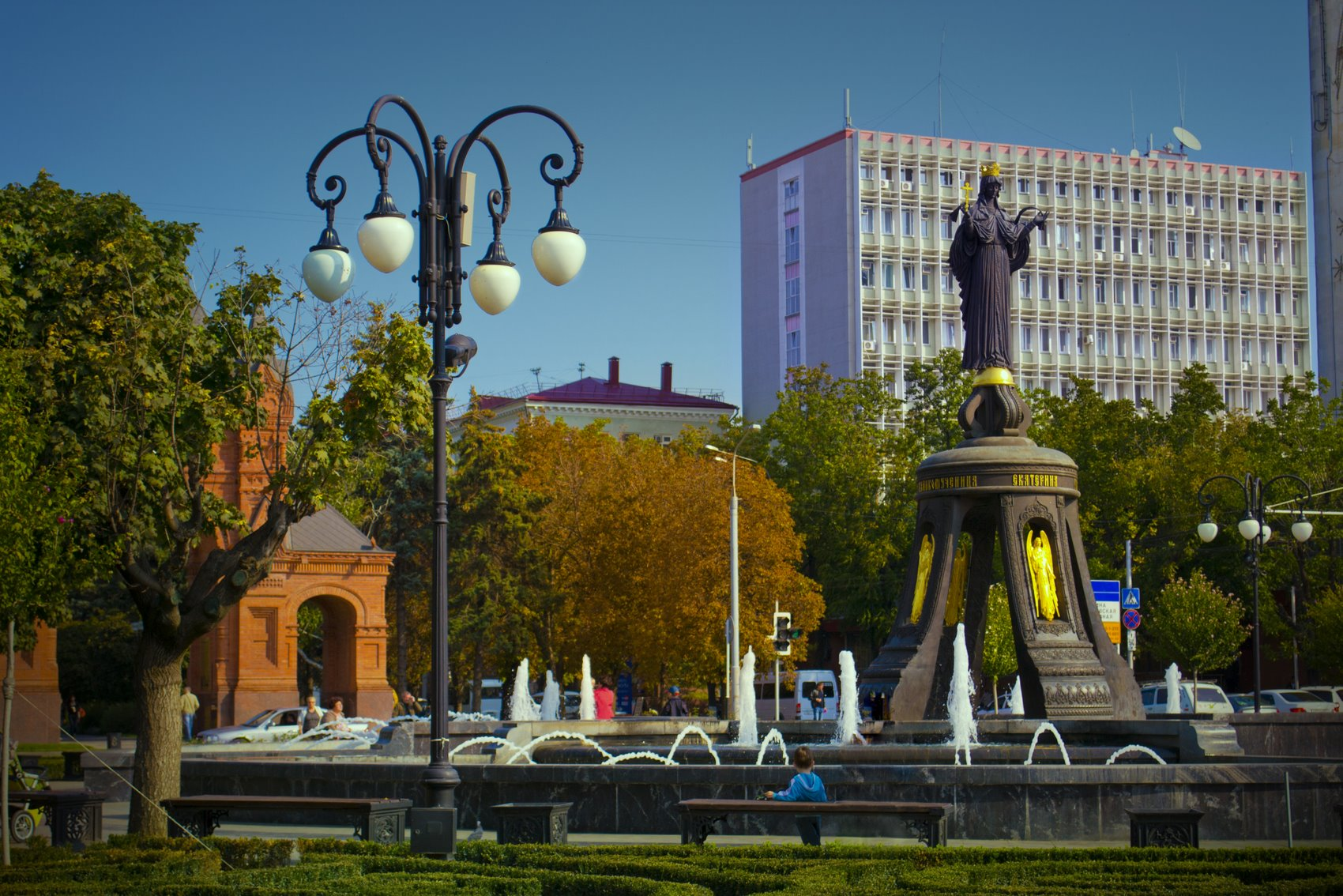
Monumento a Catalina la Grande.

Entre otros edificios del distrito destacan la catedral de Santa Catalina, la iglesia de San Jorge, el edificio de sección local del Banco de Rusia, la antigua casa de boticario Kaplan, la hacienda del comerciante Rubezhanski (actual sede de la Cámara de Comercio e Industria del krai de Krasnodar) y la casa de los comerciantes Tarasov (actualmente sede del Ministerio público del territorio de Krasnodar).
Símbolo del distrito y de la ciudad es el monumento a la zarina Catalina la Grande, que concedió las tierras del Kubán a los cosacos. Otros monumentos al pasado incluyen: el monumento al Soldado Liberador, el monumento a las Víctimas del Fascismo, el monumento a los Liberadores de la Ciudad de Kransodar y el monumento a los Hijos del Kubán caídos en Afganistán.

## Cultura

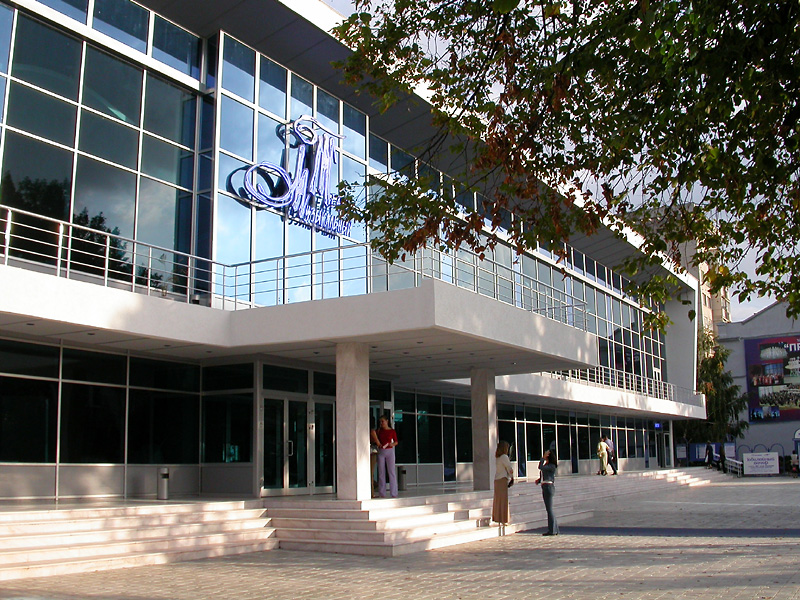
Teatro musical de Krasnodar, en el distrito.

En el distrito hay cuatro teatros, dramáticos, musical y de títeres, y siete bibliotecas (entre las que destaca la Biblioteca A. S. Pushkin).

## Educación
En el distrito hay 17 escuelas superiores, 13 colegios, 4 escuelas de formación profesional, 18 escuelas de enseñanza general, 37 centros preescolares, 3 escuelas de arte y 2 de pintura y 25 deportivas.

## Sanidad
En el ókrug hay 24 instalaciones sanitarias.

## Economía
En el distrito tienen sede, entre otras, la empresa petrolera LUKoil-Yugnefteprodukt, la textil Aleksandriya y la eléctrica Kubanenergo.

## Transporte
Las estaciones de ferrocarril Krasnodar-I y Krasnodar-II (también de autobuses), se sitúan dentro del distrito. Los tranvías y trolebuses de la ciudad pasan por el distrito.